# 616
سنة 616 م كانت سنة كبيسة تبدأ يوم الخميس (الرابط يظهر التقويم الكامل للسنة) من التقويم اليولياني. بدأت تسمية ب616 منذ العصور الوسطى المبكرة، عندما أصبح تقويم أنو دوميني هو الأسلوب السائد في أوروبا لتسمية السنوات.

## أحداث
- استولى كسرى الثاني على الإسكندرية

## مواليد
- عبد الرحمن بن خالد بن الوليد
- المهاجر بن خالد بن الوليد

## وفيات
- رشيد الدين علي بن خليفة، عالم ومتصوف مسلم.
- أغيلولف ملك اللومبارد.
- أنسطاسيوس الأول (بابا الإسكندرية)